# مومینو
مومینو (به لاتین: Momino) یک منطقهٔ مسکونی در بلغارستان است که در کریوو پوله واقع شده‌است.